# Morris County (Kansas)
Morris County je okres ve státě Kansas v USA. K roku 2010 zde žilo 5 923 obyvatel. Správním městem okresu je Council Grove. Celková rozloha okresu činí 1 820 km².